# Élections sénatoriales de 2023 en Maine-et-Loire
Les élections sénatoriales de 2023 dans le Maine-et-Loire ont lieu le dimanche 24 septembre 2023 dans le but d'élire les quatre sénateurs représentant le département au Sénat pour un mandat de six années.

## Sénateurs sortants
| Sénateur | Sénateur          | Parti | Fonctions lors de l'élection en 2017      |
| -------- | ----------------- | ----- | ----------------------------------------- |
|          | Joël Bigot        | PS    | Maire des Ponts-de-Cé                     |
|          | Emmanuel Capus    | HOR   | Adjoint au maire d'Angers                 |
|          | Catherine Deroche | LR    | Sénatrice sortante, conseillère régionale |
|          | Stéphane Piednoir | LR    | Maire de Montreuil-Juigné                 |

## Présentation des listes et des candidats
Les nouveaux représentants sont élus pour une législature de 6 ans au suffrage universel indirect par les 2 008 grands électeurs du département. En Maine-et-Loire, les sénateurs sont élus au scrutin proportionnel plurinominal. Le département élit quatre sénateurs et six candidats doivent être présentés sur chaque liste pour qu'elle soit validée. Chaque liste de candidats est obligatoirement paritaire et alterne entre les hommes et les femmes.
7 listes sont officiellement déposées.

### Liste Union de la droite conduite par Stéphane Piednoir
| N° | Candidats | Candidats         | Parti | Nuance | Principales fonctions                                         |
| -- | --------- | ----------------- | ----- | ------ | ------------------------------------------------------------- |
| 01 |           | Stéphane Piednoir | LR    | LR     | Sénateur sortant, conseiller municipal de Montreuil-Juigné    |
| 02 |           | Isabelle Leroy    | UDI   | UDI    | Conseillère régionale, conseillère municipale de Cholet       |
| 03 |           | Roch Brancour     | LR    | LR     | Vice-président du conseil régional, adjoint au maire d’Angers |
| 04 |           | Élisabeth Marquet | SE    | DVD    | Maire de Jarzé Villages                                       |
|    |           |                   |       |        |                                                               |
| 05 |           | Éric Touron       | UDI   | UDI    | Conseiller régional, maire de Distré                          |
| 06 |           | Maryline Lézé     | SE    | DVD    | Maire des Hauts-d'Anjou                                       |

### Liste Rassemblement national conduite par Gabriel de Chabot
| N° | Candidats | Candidats           | Parti | Nuance | Principales fonctions |
| -- | --------- | ------------------- | ----- | ------ | --------------------- |
| 01 |           | Gabriel de Chabot   | RN    | RN     | Conseiller régional   |
| 02 |           | Aurore Lahondès     | RN    | RN     |                       |
| 03 |           | Pie-Louis Lécluse   | RN    | RN     |                       |
| 04 |           | Élisabeth Marmin    | RN    | RN     |                       |
|    |           |                     |       |        |                       |
| 05 |           | Bernard Lahondès    | RN    | RN     |                       |
| 06 |           | Véronique Teisseire | RN    | RN     |                       |

### Liste Divers gauche conduite par Grégory Blanc
| N° | Candidats | Candidats           | Parti | Nuance | Principales fonctions                                                                                                |
| -- | --------- | ------------------- | ----- | ------ | --- |
| 01 |           | Grégory Blanc       | SE    | DVG    | Conseiller départemental                                                                                             |
| 02 |           | Anne-Sophie Hocquet | EÉLV  | VEC    | Ancienne maire de Bouchemaine et ancienne vice-présidente de l’agglomération angevine de 2008 à 2014.                |
| 03 |           | Henri Lebrun        | SE    | DVG    | Maire délégué de Lézigné, 3e vice-président de la Communauté de communes Anjou Loir et Sarthe chargé de l’urbanisme. |
| 04 |           | Astrid Lelievre     | SE    | DVG    | Première adjointe au maire de Saumur chargée du contrat local de santé, conseillère communautaire.                   |
|    |           |                     |       |        | |
| 05 |           | Christophe Dougé    | EÉLV  | VEC    | |
| 06 |           | Jocelyne Martin     | SE    | DVG    | |

### Liste Divers gauche conduite par Rodolphe Mirande
| N° | Candidats | Candidats             | Parti | Nuance | Principales fonctions                   |
| -- | --------- | --------------------- | ----- | ------ | --------------------------------------- |
| 01 |           | Rodolphe Mirande      | SE    | DVG    | Maire de Rou-Marson                     |
| 02 |           | Silvia Camara-Tombini | PS    | SOC    | Conseillère municipale d'Angers         |
| 03 |           | Jean-Paul Olivarès    | SE    | DVG    | Maire de Saint-Léger-sous-Cholet        |
| 04 |           | Claudie Léon Lecuyer  | SE    | DVG    | Conseillère municipale du Pin-en-Mauges |
|    |           |                       |       |        |                                         |
| 05 |           | Pierre Robé           | SE    | DVG    | Maire d’Aubigné-sur-Layon               |
| 06 |           | Christine Tellier     | PS    | SOC    | Adjointe au maire de Tiercé             |

### Liste Divers centre conduite par Emmanuel Capus
| N° | Candidats | Candidats             | Parti | Nuance | Principales fonctions                                           |
| -- | --------- | --------------------- | ----- | ------ | --------------------------------------------------------------- |
| 01 |           | Emmanuel Capus        | HOR   | HOR    | Sénateur sortant, conseiller départemental                      |
| 02 |           | Corinne Bourcier      | SE    | DVC    | Conseillère départementale, maire délégué de Chaudron-en-Mauges |
| 03 |           | Jean-Louis Demois     | SE    | DVC    | Maire d'Écuillé                                                 |
| 04 |           | Isabelle Isabellon    | SE    | DVC    | Maire du Puy-Notre-Dame                                         |
|    |           |                       |       |        |                                                                 |
| 05 |           | Pierre-Yves Douet     | SE    | DVC    |                                                                 |
| 06 |           | Marie-Ange Fouchereau | SE    | DVC    | Maire de Bécon-les-Granits                                      |

### Liste Divers droite conduite par Frédéric Guyard
| N° | Candidats | Candidats             | Parti | Nuance | Principales fonctions |
| -- | --------- | --------------------- | ----- | ------ | --------------------- |
| 01 |           | Frédéric Guyard       | DLF   | DLF    |                       |
| 02 |           | Delphine Hamon        | DLF   | DLF    |                       |
| 03 |           | Régis Crespin         | DLF   | DLF    |                       |
| 04 |           | Cécile Bayle de Jessé | DLF   | DLF    |                       |
|    |           |                       |       |        |                       |
| 05 |           | Tony Petit            | DLF   | DLF    |                       |
| 06 |           | Denise Colineau       | DLF   | DLF    |                       |

### Liste La France insoumise conduite par Florence Augier
| N° | Candidats | Candidats                | Parti | Nuance | Principales fonctions                       |
| -- | --------- | ------------------------ | ----- | ------ | ------------------------------------------- |
| 01 |           | Florence Augier          | LFI   | FI     |                                             |
| 02 |           | Hervé Rolland            | LFI   | FI     | Conseiller municipal de Loire-Authion       |
| 03 |           | France Moreau            | LFI   | FI     |                                             |
| 04 |           | Olivier Dupuis           | LFI   | FI     |                                             |
|    |           |                          |       |        |                                             |
| 05 |           | Nathalie Santon Hardouin | LFI   | FI     | Conseillère municipale de Beaufort-en-Anjou |
| 06 |           | François Dumas           | LFI   | FI     |                                             |

## Résultats
| Tête de liste                                           | Tête de liste            | Liste                         | Voix  | %     | Sièges | +/-           |
| ------------------------------------------------------- | ------------------------ | ----------------------------- | ----- | ----- | ------ | ------------- |
|                                                         | Emmanuel Capus           | Divers centre (HOR)           | 613   | 32,28 | 2      | 1             |
| Le Maine-et-Loire nous rassemble                        |                          |                               | 613   | 32,28 | 2      | 1             |
|                                                         | Stéphane Piednoir        | Union de la droite (LR - UDI) | 537   | 28,28 | 1      | 1             |
| Alliance républicaine pour le Maine-et-Loire            |                          |                               | 537   | 28,28 | 1      | 1             |
|                                                         | Grégory Blanc            | Divers gauche (EÉLV)          | 350   | 18,43 | 1      | 1             |
| Avancer l'esprit ouvert                                 |                          |                               | 350   | 18,43 | 1      | 1             |
|                                                         | Rodolphe Mirande         | Divers gauche (PS)            | 239   | 12,59 | 0      | 1             |
| Faisons équipe pour nos territoires                     |                          |                               | 239   | 12,59 | 0      | 1             |
|                                                         | Gabriel de Chabot        | Rassemblement national        | 91    | 4,79  | 0      | en stagnation |
| Au service des communes pour défendre le Maine-et-Loire |                          |                               | 91    | 4,79  | 0      | en stagnation |
|                                                         | Florence Augier          | La France insoumise           | 43    | 2,26  | 0      | en stagnation |
| Maine-et-Loire Union populaire écologique et sociale    |                          |                               | 43    | 2,26  | 0      | en stagnation |
|                                                         | Frédéric Guyard          | Divers droite (DLF)           | 26    | 1,37  | 0      | en stagnation |
| Liste gaulliste Debout la France                        |                          |                               | 26    | 1,37  | 0      | en stagnation |
|                                                         |                          |                               |       |       |        |               |
| Suffrages exprimés                                      | Suffrages exprimés       | Suffrages exprimés            | 1 899 | 98,34 |        |               |
| Votes invalides                                         | Votes invalides          | Votes invalides               | 12    | 0,62  |        |               |
| Votes blancs                                            | Votes blancs             | Votes blancs                  | 20    | 1,04  |        |               |
| Total                                                   | Total                    | Total                         | 1 931 | 100   | 4      | en stagnation |
| Abstention                                              | Abstention               | Abstention                    | 28    | 1,43  |        |               |
| Inscrits / participation                                | Inscrits / participation | Inscrits / participation      | 1 959 | 98,57 |        |               |

## Sénateurs élus
| Sénateur | Sénateur          | Parti | Nuance |
| -------- | ----------------- | ----- | ------ |
|          | Emmanuel Capus    | HOR   | HOR    |
|          | Corinne Bourcier  | SE    | DVD    |
|          | Stéphane Piednoir | LR    | LR     |
|          | Grégory Blanc     | SE    | DVG    |